# Vicariato apostólico de Nom Pen
El vicariato apostólico de Nom Pen (en latín: Vicariatus Apostolicus de Phnom-Penh y en camboyano: សាវកជំនួសរាជធានីភ្នំពេញ) es una circunscripción eclesiástica latina de la Iglesia católica en Camboya, inmediatamente sujeta a la Santa Sede. El vicariato apostólico tiene al obispo Olivier Michel Marie Schmitthaeusler, M.E.P. como su ordinario desde el 1 de octubre de 2010.  

## Territorio y organización
El vicariato apostólico tiene 31 675 km² y extiende su jurisdicción sobre los fieles católicos de rito latino residentes en las ciudades de Nom Pen, Kep y Sihanoukville y las provincias de Kandal, Takéo, Kompung Speu, Kompot y Koh Kong. 
La sede del vicariato apostólico se encuentra en la ciudad de Nom Pen, en donde se halla la Procatedral de San José.
En 2020 en el vicariato apostólico existían 9 parroquias.

## Historia
El vicariato apostólico de Camboya fue erigido el 30 de agosto de 1850 con el breve Quoties benedicente del papa Pío IX, obteniendo el territorio del vicariato apostólico de Cochinchina Occidental (hoy arquidiócesis de Ho Chi Minh).
El 22 de julio de 1870 se expandió en virtud de la breve Ecclesiae universae del papa Pío IX, mediante la incorporación de algunos territorios pertenecientes al vicariato apostólico de Cochinchina Occidental y al vicariato apostólico de Siam (hoy arquidiócesis de Bangkok). Le fueron asignadas las provincias de Psá Dek, Chau Doc y Soc Trang de la Baja Camboya (en la actualidad corresponde al sur de Vietnam).
El 3 de diciembre de 1924 asumió su nombre actual en virtud del decreto Ordinarii Indosinensis de la Congregación de Propaganda Fide.
El 20 de septiembre de 1955 cedió una parte de su territorio para la erección del vicariato apostólico de Cần Thơ (hoy diócesis de Cần Thơ) mediante la bula Quod Christus del papa Pío XII. Se le hizo responsable de toda la administración de la Iglesia católica en el Reino de Camboya.
El 26 de septiembre de 1968 volvió a ceder partes de su territorio para la erección de las prefecturas apostólicas de Battambang (mediante la bula Qui in Beati Petri) y Kompung Cham (mediante la bula Superna voluntate) del papa Pablo VI.
En abril de 1975 los jemeres rojos fundaron la Kampuchea Democrática, un estado comunista que prohibió toda religión. Los católicos, en particular los sacerdotes, fueron perseguidos por el régimen. Entre las víctimas que fueron masacradas o asesinadas en los llamados campos de reeducación se encontraban principalmente católicos, musulmanes cham, chinos y vietnamitas, aunque la gran mayoría de las víctimas eran camboyanos. Además, la mayoría de las iglesias fueron destruidas, incluida la catedral. Los católicos vietnamitas, que constituían la mayoría de los católicos en Camboya, fueron expulsados del país. Como consecuencia de todo esto, el número de católicos en el territorio del vicariato ha descendido de unos 30 000 a menos de 10 000. Sacerdotes camboyanos fueron asesinados o murieron en campos de trabajo y el obispo José Chhmá Salas murió en un campo de trabajo en 1977. Sacerdotes y religiosos extranjeros fueron expulsados del país a principios de mayo de 1975. Muchos de ellos permanecieron en los campos de refugiados camboyanos en Tailandia. La catedral fue destruida por orden del alto mando del régimen de Pol Pot, pues la consideraba un templo de los vietnamitas. Comenzó así una sistemática destrucción de todos los templos católicos en todo el país, salvándose únicamente el de Sihanoukville y Bokor.
En 1990 se reconstituyó el Reino de Camboya y la nueva constitución permitió la libertad de cultos. Los bienes que el estado comunista de Pol Pot había expropiado fueron devueltos a la Iglesia con pocas excepciones.

## Estadísticas
De acuerdo al Anuario Pontificio 2021 el vicariato apostólico tenía a fines de 2020 un total de 11 350 fieles bautizados.
| Año                                                                             | Población            | Población | Población      | Sacerdotes | Sacerdotes    | Sacerdotes    | Bautizados por sacerdote | Diáconos permanentes | Religiosos | Religiosos | Parroquias |
| Año                                                                             | Bautizados católicos | Total     | % de católicos | Total      | Clero secular | Clero regular | Bautizados por sacerdote | Diáconos permanentes | Varones    | Mujeres    | Parroquias |
| ------------------------------------------------------------------------------- | -------------------- | --------- | -------------- | ---------- | ------------- | ------------- | ------------------------ | -------------------- | ---------- | ---------- | ---------- |
| 1950                                                                            | 109 224              | 4 500 000 | 2.4            | 106        | 80            | 26            | 1030                     |                      | 39         | 504        | 49         |
| 1970                                                                            | 32 920               | 2 635 000 | 1.2            | 62         | 33            | 29            | 530                      |                      | 51         | 268        | 32         |
| 1973                                                                            | 5335                 | 3 000     | 0.2            | 26         | 15            | 11            | 205                      |                      | 14         | 47         | 9          |
| 1999                                                                            | 12 700               | 4 326 000 | 0.3            | 19         | 6             | 13            | 668                      |                      | 17         | 51         | 3          |
| 2000                                                                            | 13 000               | 4 330 000 | 0.3            | 10         | 6             | 4             | 1300                     |                      | 8          | 51         | 3          |
| 2001                                                                            | 13 500               | 4 326 000 | 0.3            | 20         | 10            | 10            | 675                      |                      | 14         | 48         | 3          |
| 2002                                                                            | 13 250               | 4 400 000 | 0.3            | 17         | 2             | 15            | 779                      |                      | 19         | 51         | 4          |
| 2003                                                                            | 8480                 | 4 500 000 | 0.2            | 20         | 2             | 18            | 424                      |                      | 23         | 42         | 4          |
| 2004                                                                            | 15 382               | 4 550 000 | 0.3            | 24         | 2             | 22            | 640                      |                      | 33         | 45         | 4          |
| 2010                                                                            | 13 283               | 5 287 000 | 0.3            | 72         | 32            | 40            | 184                      |                      | 70         | 75         | 6          |
| 2014                                                                            | 14 510               | 6 699 000 | 0.2            | 41         | 1             | 40            | 353                      |                      | 74         | 75         | 7          |
| 2017                                                                            | 12 188               | 6 007 582 | 0.2            | 44         | 3             | 41            | 277                      |                      | 76         | 90         | 9          |
| 2020                                                                            | 11 350               | 6 092 300 | 0.2            | 42         | 3             | 39            | 270                      |                      | 61         | 100        | 9          |
| Fuente: Catholic-Hierarchy, que a su vez toma los datos del Anuario Pontificio. |                      |           |                |            |               |               |                          |                      |            |            |            |

## Episcopologio
- Jean-Claude Miche, M.E.P. † (27 de agosto de 1850-1869 renunció)
- Marie-Laurent-François-Xavier Cordier, M.E.P. † (18 de junio de 1882-14 de agosto de 1895 falleció)
- Jean-Baptiste Grosgeorge, M.E.P. † (28 de enero de 1896-1 de marzo de 1902 falleció)
- Jean-Claude Bouchut, M.E.P. † (23 de julio de 1902-17 de diciembre de 1928 falleció)
- Valentin Herrgott, M.E.P. † (17 de diciembre de 1928 por sucesión-23 de marzo de 1936 falleció)
- Jean-Baptiste-Maximilien Chabalier, M.E.P. † (2 de diciembre de 1937-11 de junio de 1955 falleció)
- Gustave-André-Ferdinand Raballand, M.E.P. † (29 de febrero de 1956-abril de 1962 renunció)
- Yves-Marie Georges René Ramousse, M.E.P. † (12 de noviembre de 1962-30 de abril de 1976 renunció)
- Joseph Chhmar Salas † (30 de abril de 1976 por sucesión-septiembre de 1977 falleció)
  - Sede vacante (1977-1992)
- Yves-Marie Georges René Ramousse, M.E.P. † (6 de julio de 1992-14 de abril de 2001 renunció) (por segunda vez)
- Émile Jean Marie Henri Joseph Destombes, M.E.P. † (14 de abril de 2001-1 de octubre de 2010 retirado)
- Olivier Michel Marie Schmitthaeusler, M.E.P., por sucesión el 1 de octubre de 2010